# Domra
Domra je rusko brenkalo. Sorodno glasbilo je ruska balalajka, od katere se razlikuje po obliki trupa. Balalajka ima trioglat, domra pa hruškast trup. Obe glasbili imata 3 strune.